# 华南理工大学电力学院
华南理工大学电力学院是华南理工大学下属的工科学院，成立于1994年12月，由原电力系、造船系的热能动力专业和广东省电力高等专科学校合并而成。电力学院是华南理工大学规模较大的学院之一，在2018年共有教职工140人，各类在校学生总数3,013人。

## 历史沿革

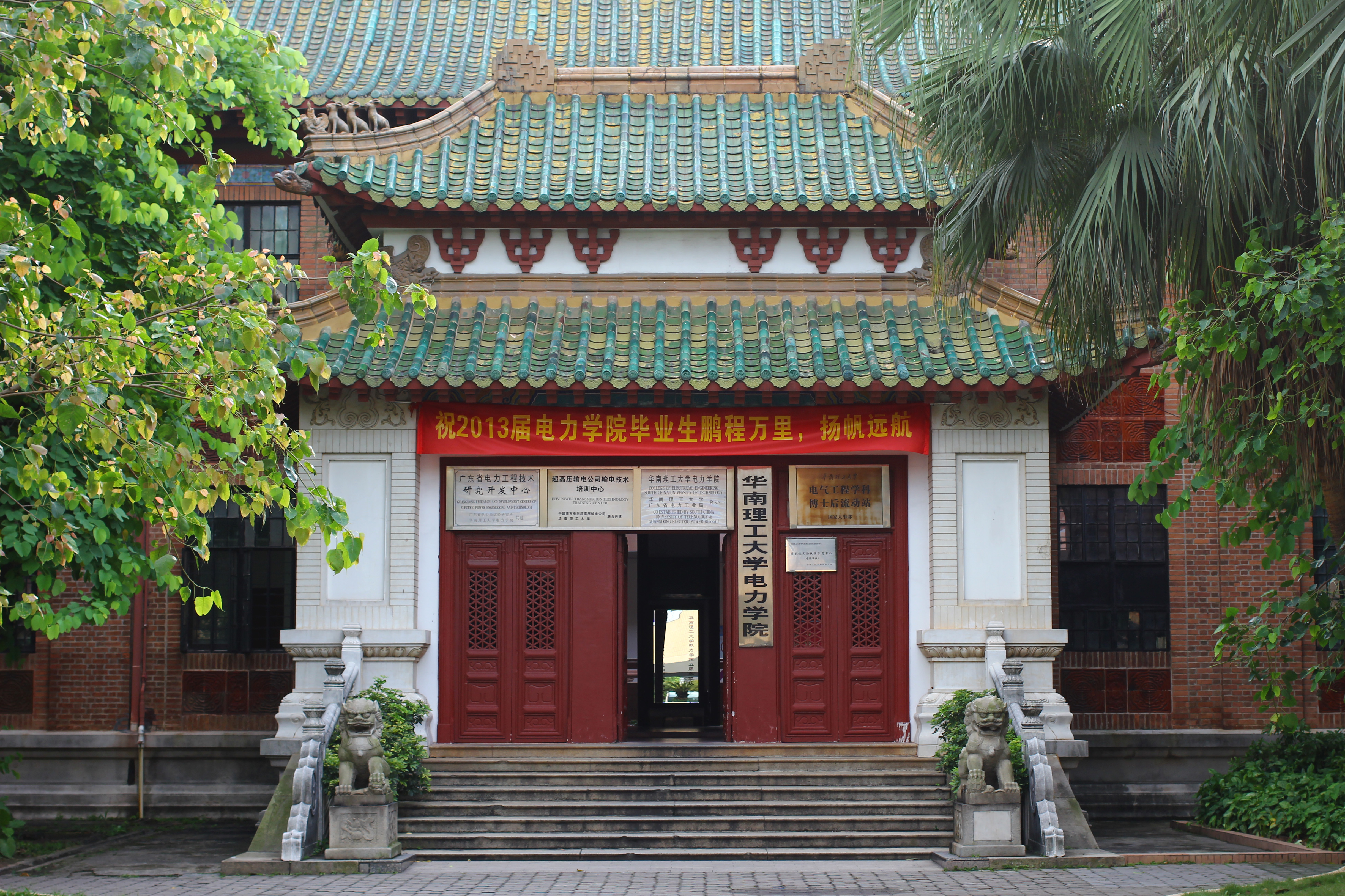
电力学院所在的9号楼为原国立中山大学工学院土木工程教室，2002年7月被列入第六批广州市文物保护单位

电力学院成立于1994年12月30日，由原电力系、造船系的热能动力专业和广东省电力高等专科学校合并组成。电力学院由华南理工大学与广东省电力工业局以董事会的方式联合共建，在全国首创高校与地方政府企业联合共建的办学模式。

### 电力系
电力系的办学历史可追溯到建国前国立中山大学工学院的电机工程系。1952年，华南工学院组建，吸收了中山大学、华南联合大学和岭南大学的相关系所建立了电机工程系，但在1953年全系调整至华中工学院。1958年大跃进时期，电讯工程系曾复办电机专业，但在一年后停办。
1970年11月，广东工学院停办，其电力系统专业并入华南工学院，与电工学科组成电力系，设有电机电器、发电厂及电力系统、工业企业电气化三个专业，并在不久后与造船系合并。至1975年两系分立。

### 热能动力专业
1975年电力与造船系分立为造船系和电力系时，造船系开始筹建热能动力专业，并在1985年开始招生。

### 广东省电力高等专科学校
广东省电力高等专科学校的前身是1958年建立的广东电力学校。在文革期间，曾多次更名、迁址，直至1980年重新筹建，并在1981年正式开学。1988年9月，广东省电力专科学校挂牌，并开始招收大专生。1994年更名为广东电力高等专科学校；次年撤销，并入华南理工大学。

## 机构设置

### 教学科研机构
| - 电力工程系 - 电力电子工程系 - 动力工程系 | - 电工理论与新技术中心 - 电力实验中心 |

### 学术管理机构
- 学院学术委员会
- 学院学位评定委员会
- 学院教学指导委员会

### 党政管理机构
| - 学院党委 - 学院办公室 - 学生工作办公室 | - 学院教代会 - 学院工会 |

### 现任领导
- 名誉院长：李立浧[7]
- 党委书记：丁勇
- 院长：唐文虎
- 副院长：荆朝霞、姚顺春、郝艳捧
- 党委副书记、纪委书记：许中华

## 学术科研

### 学科设置
截至2020年2月，电力学院共有如下的博士后流动站、研究生学位授权点和本科专业：
- 博士后流动站：电气工程、动力工程及工程热物理
- 博士学位授权点：
  - 一级学科：电气工程、动力工程及工程热物理
  - 二级学科：电力系统及其自动化、电力电子与电力传动、电机与电器、电站系统及其控制、电工理论与新技术、高电压与绝缘技术
- 硕士学位授权点：
  - 一级学科：电气工程、动力工程及工程热物理
  - 二级学科：工程热物理、核电与动力工程、电机与电器、电力系统及其自动化、高电压与绝缘技术、电力电子与电力传动、电工理论与新技术
- 本科专业：电气工程及其自动化、能源与动力工程、核工程与核技术

其中，电气工程和动力工程及工程热物理为广东省重点学科，并在2017年入选“双一流”学科建设名单；本科电气工程及其自动化专业为国家级一流本科专业建设点，其卓越班于2011年获教育部批复成为卓越工程师教育培养计划实施专业；核工程与核技术专业为国家级特色专业和省级一流本科专业建设点；能源与动力工程为省级一流本科专业建设点。

### 科研平台
截至2020年2月，电力学院共有如下的省部级科研平台：

| - 风电控制与并网技术国家地方联合工程实验室 - 能源高效清洁利用广东普通高校重点实验室 - 广东省风电控制与并网工程实验室 - 广东省电力工程技术研究开发中心 | - 广东省能源高效低污染转化工程技术研究中心 - 广东省智能能源网微自动化工程技术研究中心 - 广东省能源高效清洁利用重点实验室 - 广东省绿色能源技术重点实验室 |

## 知名校友
- 电力相关行业
  - 毕亚雄（1977级本科电力系统及自动化专业）：中国南方电网有限责任公司副总经理；曾任葛洲坝水力发电厂厂长、中国长江电力股份有限公司总经理、党委书记，中国长江三峡集团公司副总经理[15]
  - 李永喜（1982级本科电机专业）：广州智光电气股份有限公司董事长、广州金誉实业投资集团有限公司董事长，曾任广州经济技术开发区明珠发电厂厂长、广州明珠电力企业集团董事长兼总经理[16]
  - 潘力：曾任广东省粤电集团有限公司董事长、广东电力发展股份有限公司董事长[17]
  - 汪穗峰（1992级本科、2002级硕士电力系统及其自动化专业）：广东智光用电投资有限公司、广东智光电力销售有限公司执行董事兼总经理，曾任广州番禺供电局局长、广东电网公司阳江供电局局长[18]
  - 吴少杰（2003级本科热能与动力工程专业）：广东新电投科技有限公司创始人、董事长[19]
- 其他行业
  - 刘一民（1976级本科工业电气自动化专业）：曾任贵州省人大常委会办公厅主任、中共六盘水市市委书记[20]